# Megiddo
Megiddo (in ebraico מגידו‎?, Megido [məɡiˈdɔ] o תל מגידו, Tel Megido; in arabo تل المتسلم‎?, Tall al-Mutasallim o مجيدو, Maǧīddū; in greco antico: Μεγιδδώ/Μαγεδδών?,  Megiddṓ/Mageddṓn nella Bibbia dei Settanta; in latino Mageddo; in accadico Magidū, Magadū; Magidda e Makida nelle tavolette di Amarna; in egizio Meketi, Makitu e Makedo) è una località israeliana, famosa per motivi teologici, storici e geografici.
Nell'antichità Megiddo fu un'importante città-stato in posizione strategica all'ingresso del passo attraverso la catena del Monte Carmelo, che sovrasta la valle di Jezreel da sud-ovest. Il sito fu abitato dal 7000 a.C. al 500 a.C. e fu teatro di importanti battaglie.
Oggi Megiddo è un tell (collina-sito archeologico) fatto di 26 strati di rovine di antiche città. Megiddo, inoltre, è un importante incrocio sulla strada che congiunge il centro di Israele con la Galilea inferiore e le regioni settentrionali.
L'attuale kibbutz di Megiddo è a meno di un chilometro a sud.
Secondo alcune interpretazioni della Bibbia cristiana, in questo luogo accadrà il Giudizio universale e quindi il luogo è anche interpretabile con il nome di Armageddon (che deriva probabilmente dal nome del luogo in ebraico antico: הר מגידו, Har Məgiddô, "Monte di Magiddo") ovvero il luogo della battaglia tra il bene e il male (tra le forze condotte da Cristo e quelle condotte da Satana), dopo il termine della battaglia inizierà il giudizio finale, quindi la fine dei tempi come riporta il libro biblico dell'Apocalisse di Giovanni.

## Nel mito ebraico
Nel misticismo ebraico, è qui che il Messia distruggerà le imponenti nazioni di Magog, descritte come popoli guerrieri mitici, nemici indiscussi d'Israele e di Yahweh. Sarà proprio questi a calpestare "con i piedi" come scritto nella Bibbia, la pianura di Megiddo per dare via alla guerra finale, che vedrà Israele trionfare per mano del Messia e rendere iniziata l'era di Pace. 
Qui combatterono il giudice Debora e il Re Davide.

## Storia
Megiddo fu sito di grande importanza nel mondo antico, poiché era collocato sul fianco occidentale di un passo montano nella catena del Monte Carmelo e controllava la Via Maris, un'antica via commerciale che connetteva l'Egitto e la Mesopotamia. Nominata nella Bibbia Derekh HaYam (ebraico: דרך הים), o "Via del Mare", divenne un'importante via di passaggio anche per gli eserciti.
Megiddo fu una città stato cananea, spesso sottoposta al dominio egiziano, e fu conquistata dal popolo ebraico solo ai tempi di Davide (circa X secolo a.C.). Dopo il 732 a.C. divenne assira ed era la capitale della provincia assira della Galilea.
Per la sua collocazione strategica all'incrocio di varie strade, Megiddo fu testimone di molte battaglie.
Le più famose sono:
- la Battaglia di Megiddo (XV secolo a.C.). Fu combattuta tra le armate del faraone egizio Thutmose III, che assediarono la città nel 1478 a.C., e una grande coalizione cananea guidata dai signori di Megiddo e Kadesh. Questa fu la prima battaglia storicamente documentata: è descritta in dettaglio nei geroglifici trovati sulle pareti del tempio di Thutmose III nell'Alto Egitto.
- la battaglia combattuta "nelle acque di Megiddo" (cioè sul torrente Kison) nel XIII secolo a.C. da Debora e Barak contro il generale cananeo Sisara[3]. La pioggia infangò i carri di Sisara e la vittoria portò 40 anni di pace per il popolo ebraico.
- la Battaglia di Megiddo (609 a.C.): combattuta tra le forze dell'antico Egitto comandate da Wahemibra e il regno di Giuda. In essa fu ferito mortalmente il pio re Giosia, importante riformatore del culto ebraico. Nell'apocalittica giudaica e cristiana la sua morte diventò simbolo del temporaneo prevalere del Male sul Bene.
- la Battaglia di Megiddo (1918): combattuta durante la prima guerra mondiale tra le forze dell'Impero britannico, guidate dal Generale Edmund Allenby, e di quelle dell'Impero ottomano.

Nel libro dell'Apocalisse, alla fine del Nuovo Testamento, si cita l'Armaghedòn, cioè il "Monte di Megiddo", come luogo della battaglia finale tra Cristo e le forze del male, tanto da far diventare l'espressione simbolo della fine del mondo.

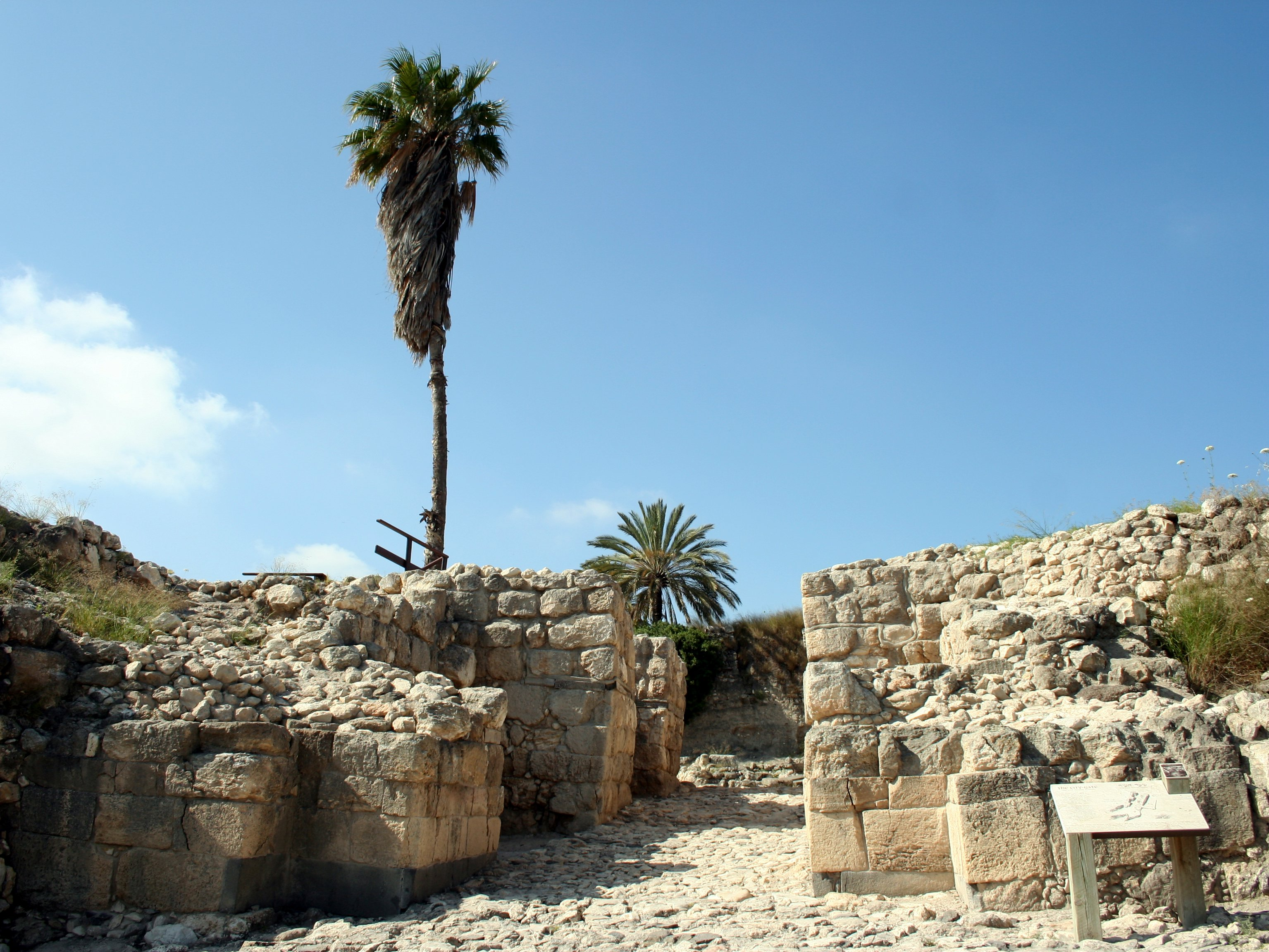
L'ingresso della città

A Megiddo ci sono state tre serie di scavi. La prima tra il 1903 e il 1905, per opera di Gottlieb Schumacher per la Società Tedesca di Ricerca Orientale, la seconda nel 1925, grazie all'Istituto Orientale dell'Università di Chicago, finanziata da John Davison Rockefeller jr fino allo scoppio della seconda guerra mondiale. Durante questi scavi, si scoprì che vi erano 20 livelli di insediamenti e molti dei reperti sono conservati al Museo Rockefeller a Gerusalemme e presso l'Università di Chicago.
Yigael Yadin condusse alcuni piccoli scavi negli anni sessanta. In tempi più recenti (a partire dal 1994) Megiddo è stata oggetto di campagne di scavo semestrali condotte dalla Megiddo Expedition dell'Università di Tel Aviv, co-diretta da Israel Finkelstein e David Ussishkin, insieme a Eric H. Cline della George Washington University quale direttore associato (USA), insieme a un consorzio internazionale di varie università.

## Siti archeologici

### Antica chiesa cristiana sotto la prigione
Nel 2005, l'archeologo israeliano Yotam Tepper dell'Università di Tel Aviv scoprì, durante i lavori per l'ampliamento di una prigione moderna, i resti di una chiesa, presumibilmente del terzo secolo, quando i cristiani erano ancora perseguitati dall'Impero Romano. L'edificio non segue gli schemi classici di una chiesa bizantina, per cui si pensa fosse una "Domus ecclesiae", un casa privata convertita in chiesa. Tra i reperti c'è un mosaico di circa 54 metri quadrati con un'iscrizione in greco che riporta che la tavola (probabilmente l'altare)  della chiesa è stata consacrata dall'amante di dio Aketous (nome femminile)  "al dio Gesù Cristo", in memoria. Il mosaico è ben conservato e presenta figure geometriche e immagini di due pesci. Il pesce è un antico simbolo cristiano, perché la parola pesce in greco è formata dalle iniziali delle parole "Gesu Cristo figlio di Dio, Salvatore" Ichthys. Questo potrebbe essere il più antico resto di una chiesa cristiana in Terrasanta. Le rovine sono state trovate tra le fondamenta di una prigione militare e le autorità israeliane stanno considerando l'idea di trasferire la prigione.
L'iscrizione a est dedica la chiesa alla memoria di quattro donne: Primilla, Ciriaca, Dorotea e Cresta, mentre un'iscrizione sul lato nord cita un ufficiale romano, "Gaianus," che donò "il suo denaro" per realizzare il mosaico. Si ritiene che in quel periodo, almeno in Palestina, la religione cristiana fosse tollerata; altrimenti  un ufficiale romano avrebbe potuto rischiare la carriera o addirittura la sua vita per costruire una chiesa. D'altra parte la persecuzione dei cristiani nell'impero romano fu sporadica all'inizio del terzo secolo.
Vicino sono stati trovati  resti dell'accampamento romano della Legio VI Ferrata e di una città chiamata Maximanopolis.

### Scuderie di Megiddo
A Megiddo furono riportati alla luce dagli scavi nello strato IVA tra il 1927 e il 1934 anche due edifici adibiti a scuderie. Il complesso a Sud conteneva cinque strutture sviluppate intorno ad un cortile pavimentato a calce. Le costruzioni erano poi divise in tre sezioni. Due navate pavimentate in pietra furono costruite adiacenti ad un corridoio principale pavimentato con calce. Le costruzioni erano lunghe circa ventuno metri e larghe undici. Una serie di colonne di pietra divideva il corridoio principale dalle navate esterne. I fori nelle colonne erano usati per legare i cavalli. Furono ritrovati anche i resti delle mangiatoie, originalmente poste fra le colonne. 
Successivamente altri archeologi suggerirono che gli edifici potessero fungere da magazzini o mercati. Altre costruzioni tripartite sono state trovate in altri siti quali Hazor e Beer-Sheba, ma anche là non è certo l'uso degli edifici. È inoltre possibile che costruzioni di forma simile in altre città fossero destinate ad un altro scopo.

## Megiddo nella cultura di massa
I riferimenti a Megiddo nella cultura popolare sono molteplici: il nome venne usato per un gioco da tavolo del 1985, basato sulle caratteristiche dello storico campo di battaglia. Varie riprese del luogo si trovano anche nei film, dove Megiddo è citata ad esempio in Megiddo: The Omega Code 2, Spriggan e nella serie Il presagio.
Vi sono inoltre varie canzoni che la citano, come Megido no oka (la collina di Megido - メギドの丘) dei Pierrot, Dawn of Megiddo dei Celtic Frost, Fields of Haar-Megiddo dei Behemoth, Landing on the Mountains of Meggido dei Down, No Lucifer dei British Sea Power, Har Megiddo dei Valient Thorr, Fall Of Megiddo dei Mos Generator e Jigolo Har Megiddo dei Ghost B.C.. Esiste inoltre una registrazione effettuata dal musicista sperimentale italiano Maurizio Bianchi nel 1984, dal titolo  Telmegiddo, stampata ufficialmente su LP e su CD nel 2013.
Viene citata anche in Star Blazers 2199, alla fine dell’episodio S1:E3, quando il comandante  Jūzō Okita, dopo aver testato il Cannone a onde moventi contro la base garmillassiana, si chiede se -visto il potenziale distruttivo dell’arma (“un’arma capace di distruggere l'intero universo”)- i terrestri non siano venuti in possesso della fiamma proibita di Megiddo.
Megidramon, un Digimon apparso per la prima volta nell'anime Digimon Tamers, deve il suo nome a questa località.